# كين كوتس
كين كوتس هو مؤرخ كندي، ولد في 1956 في ألبرتا في كندا.